# Reacció intramolecular
Una  reacció intramolecular  és un procés limitat a l'interior de l'estructura d'una única molècula, un fenomen limitat a l'extensió d'una sola molècula.
Per exemple:
- Transferència d'hidrur intramolecular (transferència d'un ió hidrur des d'una part de la molècula a una altra dins de la mateixa).
- Enllaç d'hidrogen intramolecular (un enllaç d'hidrogen format entre dos grups funcionals dins de la mateixa molècula)

En les reaccions orgàniques intramoleculars, els centres de reacció estan continguts dins de la mateixa molècula. Això crea una situació molt favorable perquè es produeixi la reacció i, per tant, de vegades poden tenir lloc reaccions intramoleculars que en canvi no es produirien de ser una reacció intermolecular entre dos compostos.
Un exemple d'una reacció orgànica intramolecular és la condensació de Dieckmann.